# قرار مجلس الأمن رقم 1701
قرار مجلس الأمن التابع للأمم المتحدة رقم 1701، المتخذ بالإجماع في 11 آب/أغسطس 2006. كان الهدف من القرار هو حل النزاع اللبناني الإسرائيلي. ووافقت الحكومة اللبنانية بالإجماع على القرار في 12 آب/أغسطس 2006. وفي ذات اليوم صرَّح قائد حزب الله حسن نصر الله أن قواته سوف تحترم وقف إطلاق النار. كما صرَّح أنه فور إيقاف إسرائيل لعملياتها الهجومية، سوف يوقف حزب الله هجماته الصاروخية على إسرائيل.
وقد وافق عليه بالإجماع مجلس الأمن التابع للأمم المتحدة في 11 أغسطس 2006. ووافق مجلس الوزراء اللبناني بالإجماع على القرار في 12 أغسطس 2006. وفي اليوم نفسه، قال الأمين العام لحزب الله حسن نصر الله إن قوات حزب الله ستحترم الدعوة إلى وقف إطلاق النار. كما قال إنه بمجرد توقف الهجوم الإسرائيلي، فإن هجمات حزب الله الصاروخية على إسرائيل ستتوقف. وفي 13 أغسطس، صوت مجلس الوزراء الإسرائيلي بأغلبية 24 صوتًا مقابل لا شيء، وامتناع عضو واحد عن التصويت. وبدأ وقف إطلاق النار يوم الاثنين الموافق الرابع عشر من أغسطس 2006 في الساعة الثامنة صباحًا بالتوقيت المحلي، بعد زيادة الهجمات من الجانبين.
اعتبارًا من عام 2024، لم يتم تنفيذ القرار بالكامل. لم ينسحب حزب الله والجماعات المسلحة الأخرى في جنوب لبنان على الإطلاق؛ وعلى وجه الخصوص، زاد حزب الله منذ ذلك الحين من قدراته التسليحة بشكل كبير، حيث جمع ما يقرب من 120.000-200.000 ذخيرة (صواريخ باليستية موجهة قصيرة المدى، وصواريخ باليستية غير موجهة قصيرة ومتوسطة المدى، وصواريخ غير موجهة قصيرة وطويلة المدى)، وزاد من نشر قواته المسلحة جنوب نهر الليطاني، وتطوير الأنفاق ومخابئ الأسلحة ومهابط الطائرات والمنشآت العسكرية. كما اتهم لبنان إسرائيل بعدم الانسحاب الكامل من الأراضي اللبنانية (الجزء الشمالي من قرية الغجر ومزارع شبعا وتلال كفرشوبا)، وانتهاك حدودها الجوية والبحرية.

## ملخص القرار
يدعو القرار إلى:
- وقف كامل للأعمال العدائية (فقرة 1)
- سحب إسرائيل لجميع قواتها من لبنان بالتوازي مع انتشار جنود لبنانيين واليونيفيل في مختلف أنحاء الجنوب (فقرة 2)
- حل طويل الأمد يعتمد على (فقرة 8)
  - نزع سلاح جميع الجماعات المسلحة في لبنان (أي حزب الله)
  - لن تكون هناك قوات مسلحة غير اليونيفيل واللبنانيين (أي حزب الله والقوات الإسرائيلية) جنوب نهر الليطاني
  - لن تكون هناك قوات أجنبية في لبنان دون موافقة حكومته
  - تزويد الأمم المتحدة بجميع خرائط الألغام الأرضية في لبنان التي بحوزة إسرائيل

ويؤكد القرار في الوقت نفسه أيضًا على:
- أهمية السيطرة الكاملة للحكومة اللبنانية على لبنان (فقرة 3)
- الحاجة إلى معالجة عاجلة لمسألة الإفراج غير المشروط عن الجنديين الإسرائيليين المختطفين، اللذين تسببا في نشوء الأزمة الحالية.

ويؤكد القرار أيضاً على دعم مجلس الأمن القوي لـ
- الاحترام الكامل للخط الأزرق (فقرة 4)
- السلامة الإقليمية والسيادة والاستقلال السياسي للبنان داخل حدوده المعترف بها دولياً (فقرة 5)

## ردود الفعل الأولية
أشاد زعماء من مختلف أنحاء العالم بالاتفاق، مع الإشارة إلى أن هذا لم يكن نهاية الأزمة. صوت مجلس الوزراء اللبناني بالإجماع على قبول الشروط في 12 أغسطس. وقال حسن نصر الله في خطاب تنم بثه عبر قناة المنار التابع لحزب الله في 12 أغسطس: "لن نكون عقبة أمام أي قرار تتخذه الحكومة اللبنانية".
قبلت الحكومة الإسرائيلية الشروط في 13 أغسطس، لكنها لم توقف الأعمال الهجومية حتى الموعد النهائي لها في الساعة 8:00 صباحًا (بالتوقيت المحلي) 14 أغسطس. في 13 أغسطس، تقدمت إسرائيل للاستيلاء على أكبر قدر ممكن من الأراضي المرتفعة قبل وقف إطلاق النار، وقصفت أهدافًا حتى 15 دقيقة قبل الموعد النهائي. كما واصل حزب الله ما أسماه "العمليات الدفاعية"، وتعهد بعدم وقف عملياته طالما احتلت إسرائيل لبنان.
انتقدت الحكومة الفرنسية قواعد الاشتباك. قالت وزيرة الدفاع الفرنسية ميشال آليو ماري: "أتذكر التجارب المؤسفة التي مررنا بها في عمليات أخرى حيث لم تكن قوات الأمم المتحدة تتمتع بمهمة دقيقة بما فيه الكفاية ولا بالوسائل اللازمة للتصرف. لا يمكنك إرسال رجال وإخبارهم بأن عليهم مراقبة ما يحدث ولكن ليس لديهم الحق في الدفاع عن أنفسهم أو إطلاق النار.

## الملاحظات
1. ↑  ومنذ المراجعة الأخيرة للقرار المذكور، انتهكت قوات الدفاع الإسرائيلية بشكل مستمر الحدود الجوية والبحرية والبرية اللبنانية، في خرق للخط الأزرق وقرار مجلس الأمن 1701... وفي حين انتشرت قوات اليونيفيل والقوات المسلحة اللبنانية جنوب الليطاني قبل عدة أشهر، تواصل إسرائيل احتلال الجزء الشمالي من قرية الغجر، في خرق للخط الأزرق والقرار 1701... ويطالب لبنان بتحرير مزارع شبعا وتلال كفر شوبا من الاحتلال الإسرائيلي وفقاً لقرار مجلس الأمن 425.

## روابط خارجية
نص القرار : وثيقة الأمم المتحدة S/RES/1701(2006)